# Kleinzschocher
Kleinzschocher ist ein Stadtteil und zugleich Ortsteil im Stadtbezirk Südwest von Leipzig.

## Lage

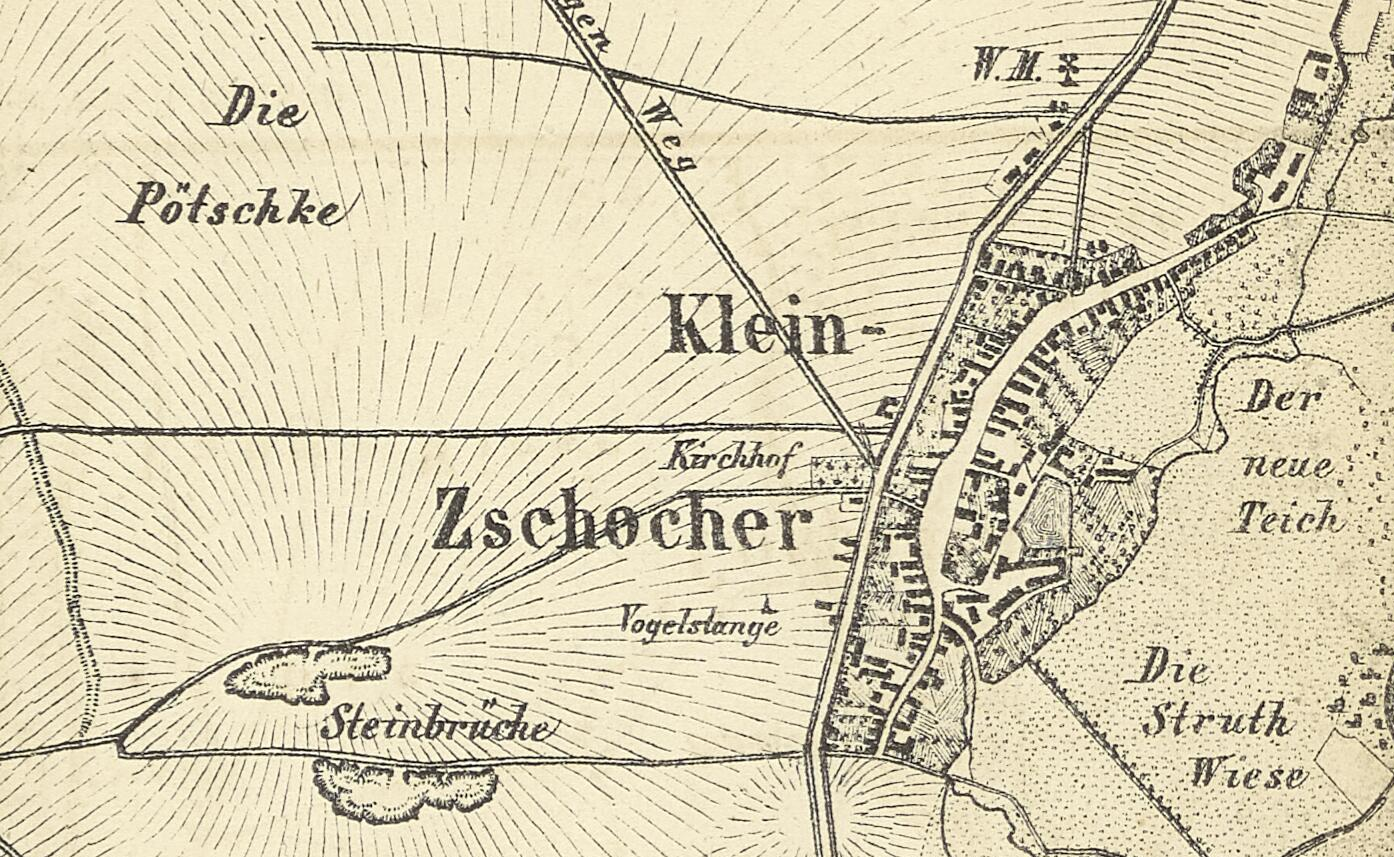
Kleinzschocher auf einer Karte von 1863

Der Stadtteil liegt westlich der Weißen Elster, im Norden grenzt er an Plagwitz, im Nordosten und Osten an Schleußig, im Süden an Großzschocher und im Westen an Grünau.

## Geschichte
Kleinzschocher entstand im 11. Jahrhundert als slawisches Gassendorf. Ausgangspunkt der Besiedlung war dabei der Hügel, auf dem heute die Taborkirche steht und der damals eventuell als Kultstätte gedient hat (sog. Tanzberg). 1287 wurde der Ort erstmals als „pavorum Scochere“ (Zschocher altslaw. „Zypergras“) erwähnt. Eine andere Annahme bezieht sich auf die slawischen Kurznamen Čachor(a) oder Čacher. Danach wäre Zschocher als Orts des Čachor(a) oder Čacher zu deuten. Kleinzschocher bestand zu dieser Zeit aus einem südlich der Kirche gelegenen Oberdorf mit Hirtenviertel und einem nördlich gelegenen Unterdorf mit Häuslerviertel und Bauerngütern. Die Familie Hayn wurde 1350 als erster Besitzer des Rittergutes urkundlich erwähnt. 1484 heißt der Ort Cleyne Tschocher. Mit der Reformation wurden die umliegenden Dörfer Groß-Miltitz, Schleußig und Plagwitz eingepfarrt (Parochie Kleinzschocher). In Kleinzschocher wohnten 1562 schon 34 Familien. 1599 erhielt Kleinzschocher eine eigene Schule. 1632 wurde das Dorf von Tillyschen Reitern geplündert und zerstört. 1636 und 1680 grassierte die Pest. Am 26. August 1703 wütete ein Großfeuer im Dorf, wodurch auch ein Großteil der historischen Aufzeichnungen vernichtet wurde. Dem Brand fielen 26 Häuser, Pfarrhaus, Schule und Rittergutsschäferei zum Opfer. Die Kirche wurde gerettet.
Eine große Belastung kam 1706 bis 1707 auf die Bevölkerung zu, als Kleinzschocher zur Truppenverpflegung im Nordischen Krieg verurteilt wurde. Der öffentliche Pranger wurde 1731 abgeschafft.

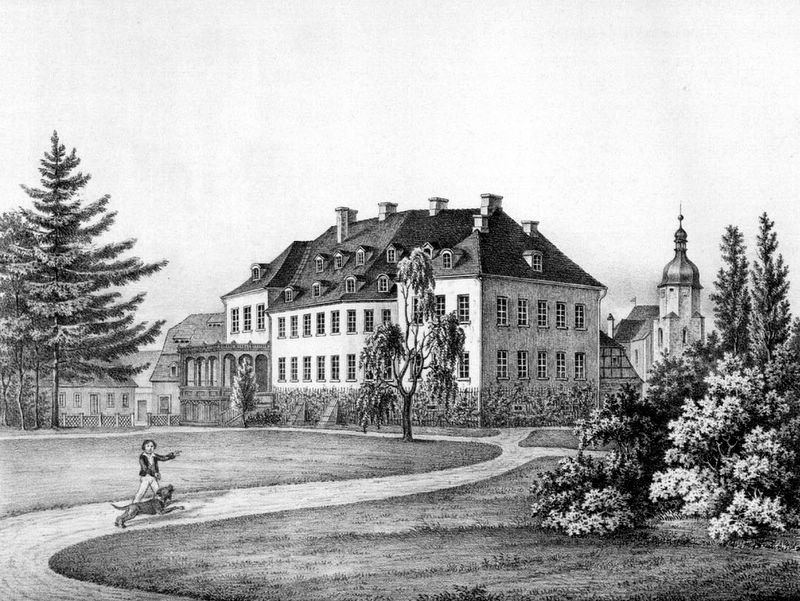
Schloss Kleinzschocher (um 1860)

Dorfkirche Kleinzschocher (um 1850)

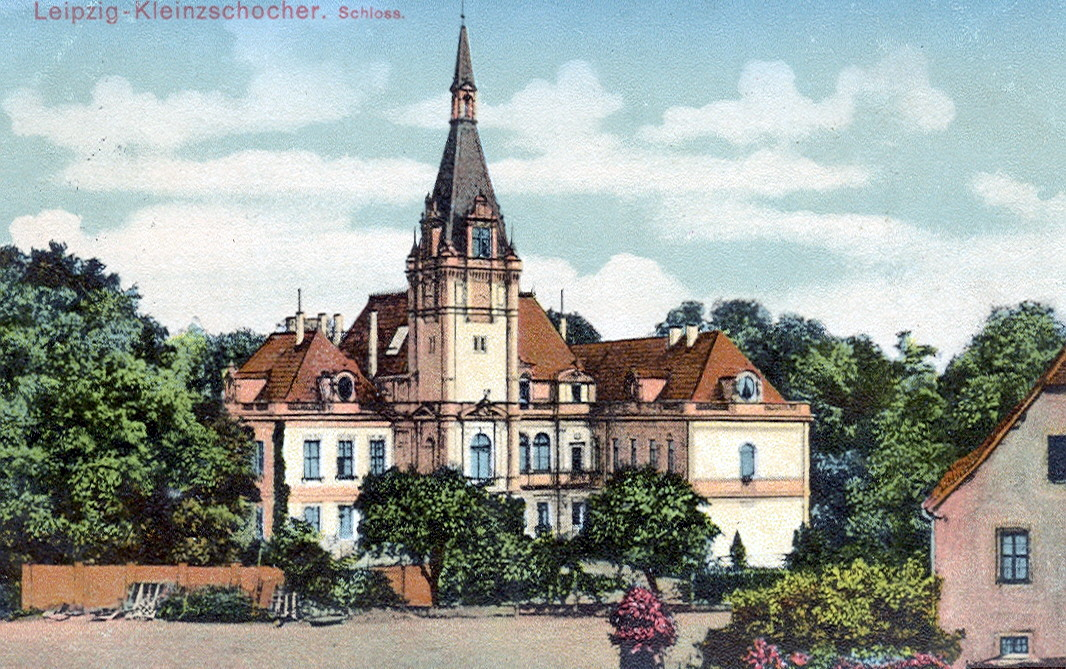
Schloss nach dem Umbau

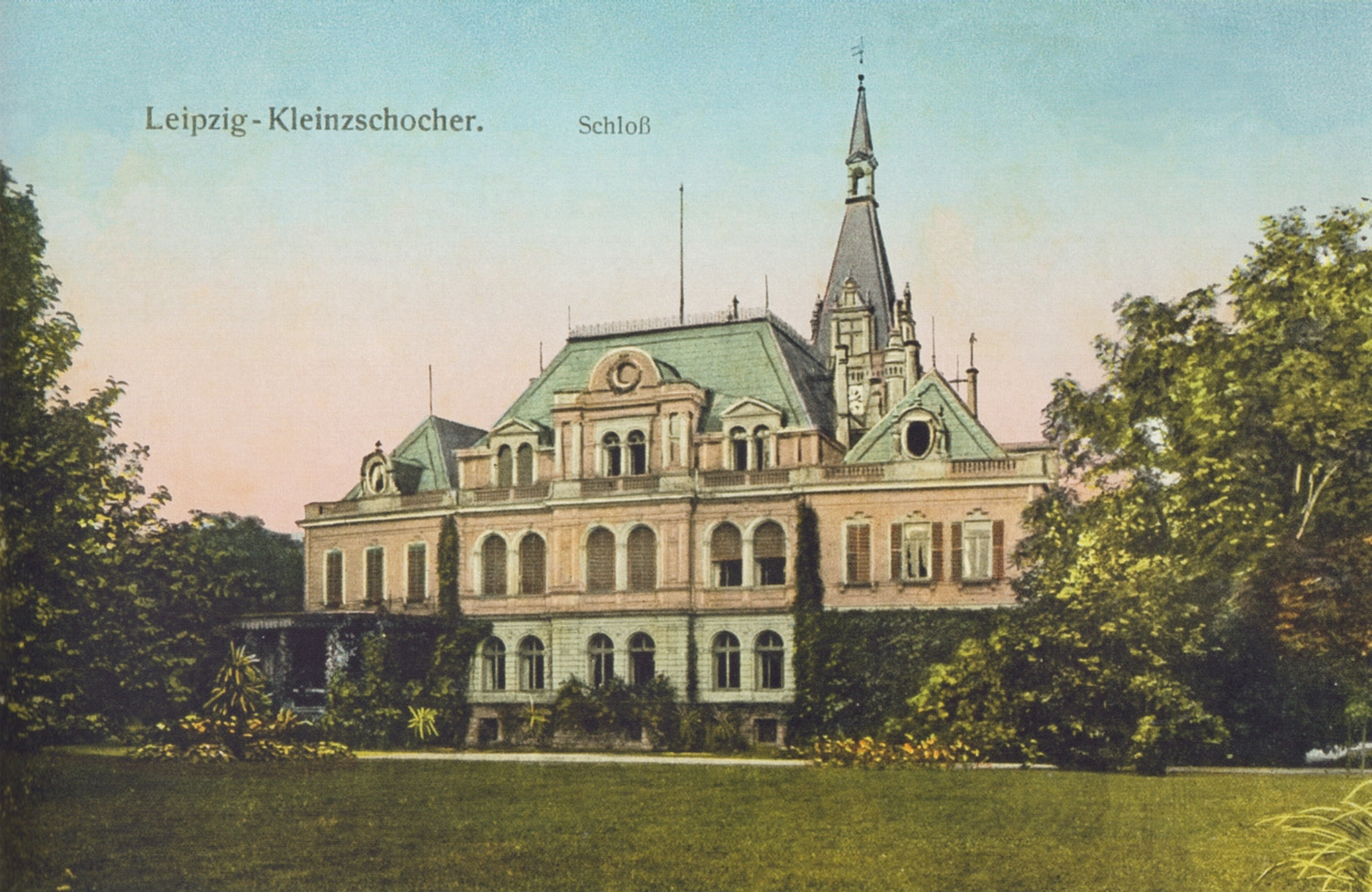
Gartenseite des Schlosses
(um 1915)

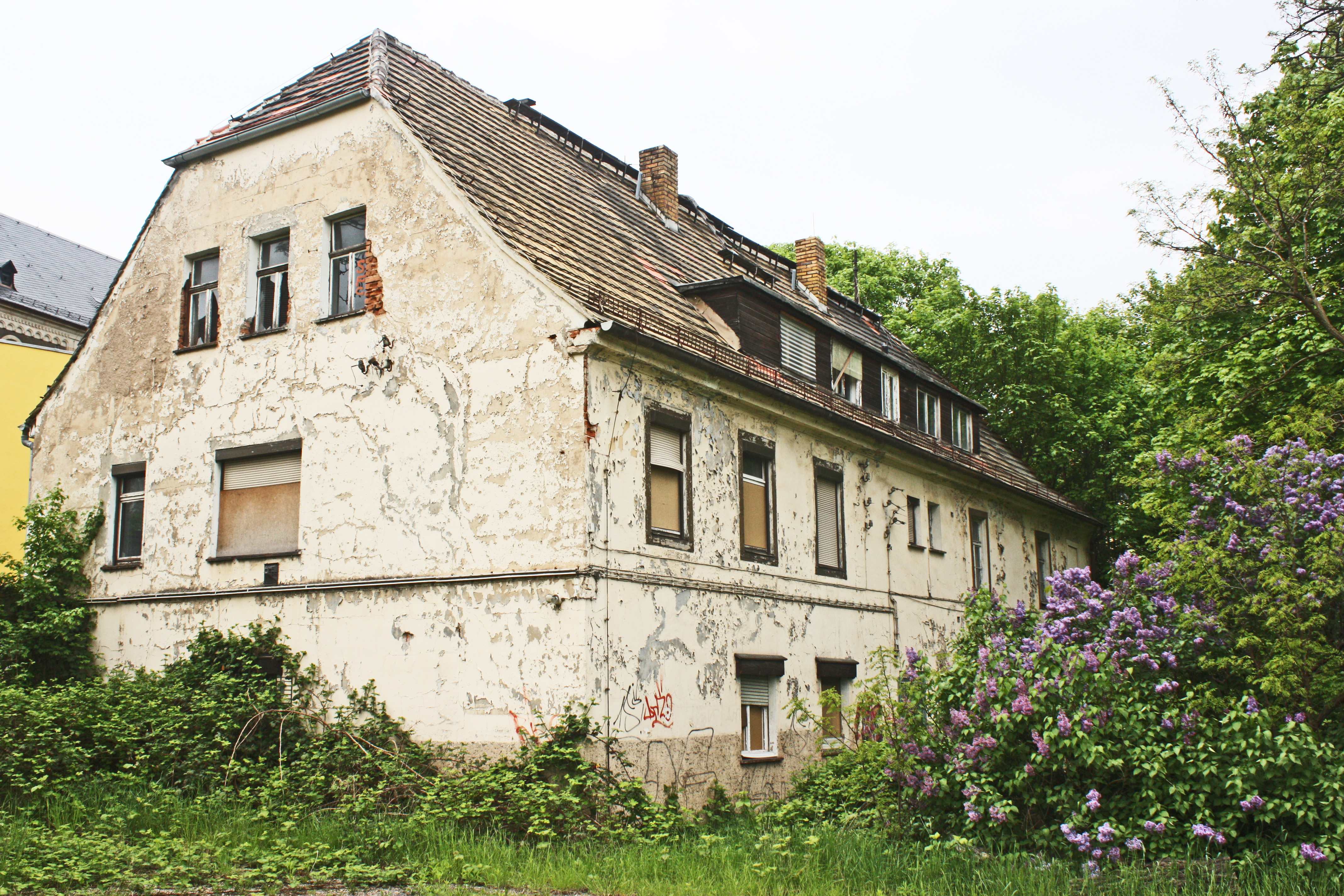
Schloss Kleinzschocher, Schösserhaus (Nebengebäude, Zustand im Jahr 2013)

Taborkirche (um 1905)

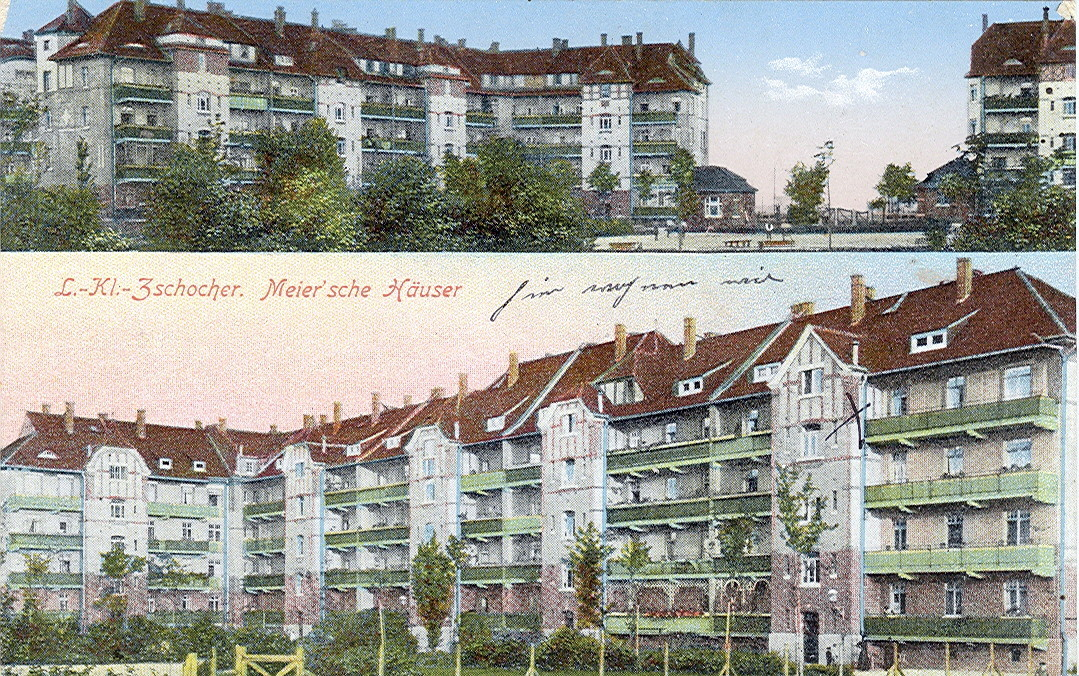
Meyersche Häuser (1916)

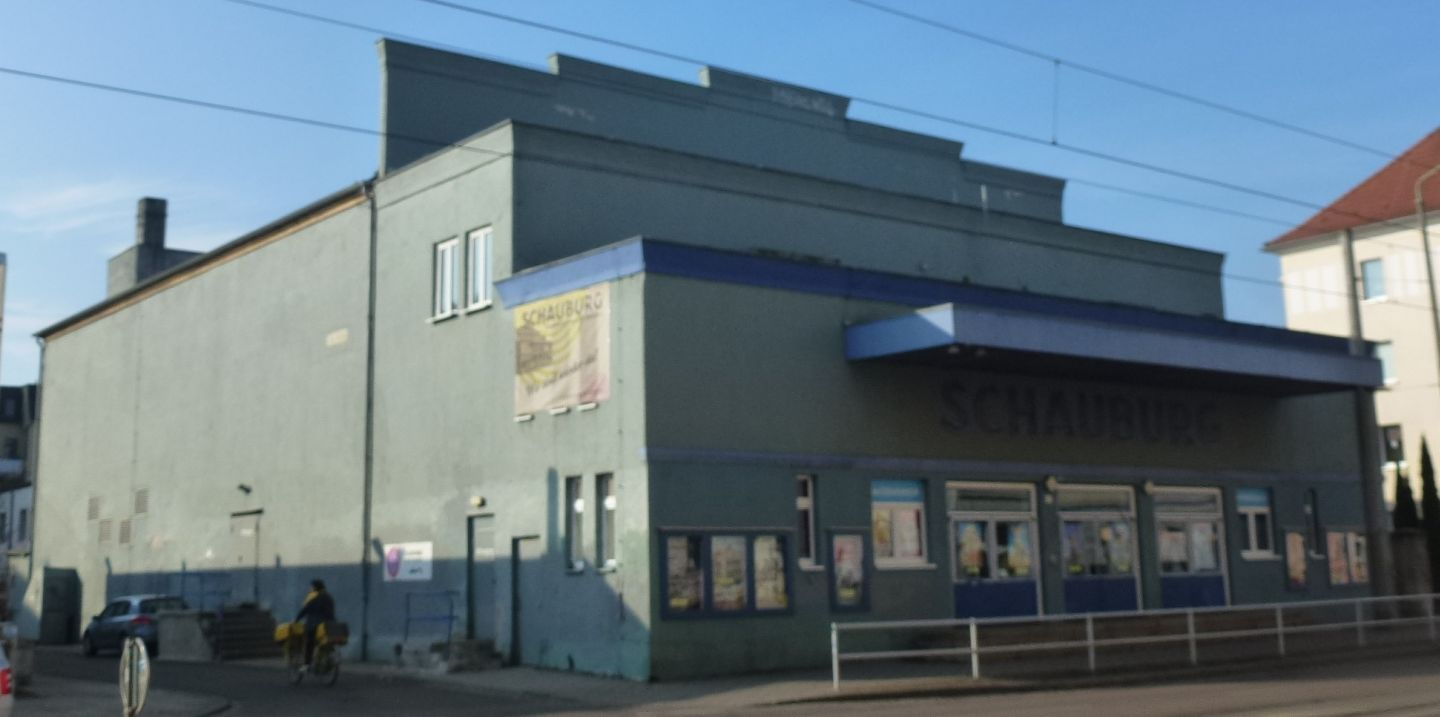
Lichtspieltheater Schauburg

Im Jahre 1742 gelangte das Rittergut in den Besitz des Kammerherrn Carl Heinrich von Dieskau. Bei der Übernahme des Guts wurde die von Johann Sebastian Bach komponierte Bauernkantate am 30. August 1742 uraufgeführt. Zwei Jahre später bestand der Ort aus 90 Häusern, 52 Gütern, Ziegelei, Schäferei, Hirtenhaus, Pfarrhaus, Kirche und Schule. 1812 erwarb der Kaufmann David Johann Förster das Schloss Kleinzschocher. Er legte in der Folgezeit zur Förderung der Gutsgärtnerei Gewächshäuser an und gestaltete das nahe gelegene Hahnholz zu einem öffentlichen Park um. Dabei wurde auch das Liebesdenkmal errichtet.
Im Oktober 1813 flüchtete die Bevölkerung von Kleinzschocher während der Völkerschlacht in den Auewald. Kleinzschocher gehörte wie die Nachbarorte Plagwitz und Lindenau bis 1815 zum hochstift-merseburgischen Amt Lützen, das seit 1561 unter kursächsischer Hoheit stand und zwischen 1656/57 und 1738 zum Sekundogenitur-Fürstentum Sachsen-Merseburg gehörte. Durch die Beschlüsse des Wiener Kongresses wurde der Westteil des Amts Lützen im Jahr 1815 an Preußen abgetreten. Die Exklave Kleinzschocher verblieb jedoch mit dem Ostteil des Amts beim Königreich Sachsen und wurde dem Kreisamt Leipzig angegliedert. Mit 134 bewohnten Gebäuden (280 Familienhaushalte mit zusammen 1242 Einwohnern) gehörte Kleinzschocher 1815 zu den größten Dörfern nahe Leipzig. 1817 beherbergte Kleinzschocher 300 Einwohner, 23 Pferde und 260 Kühe. Bis 1834 stieg die Einwohnerzahl auf 724. An die zwischen Schleußig und Kleinzschocher stattfindenden Kampfhandlungen französischer und österreichischer Truppen erinnert heute ein 1913 eingeweihtes Doppeladler-Denkmal. 1848 wurde der Leipziger Verleger Christian Bernhard Tauchnitz neuer Rittergutsbesitzer, der im gleichen Jahr den Westflügel des Schlosses ausbauen und das gesamte Schloss 1865 von Constantin Lipsius grundlegend umbauen ließ. Der Allgemeine Turnverein Kleinzschocher wurde 1849 gegründet.
Die Situation der arbeitenden Bevölkerung war ab 1870 einem Wandel unterworfen: Waren bis dato viele der Einwohner im Maurer- und Zimmereihandwerk beschäftigt, arbeitete nun der Großteil in den Textil- und Metallfabriken von Plagwitz. 1877 wurde hier der bedeutende Volkshygieniker und Mitbegründer des Dresdner Hygienemuseums Arthur Luerssen geboren. Im gleichen Jahr wurde die Windmühle, welche sich auf dem heutigen Gießerplatz befindet, abgerissen und durch eine neue Windmühle aus Stein ersetzt. 1879 öffnete in Kleinzschocher eine Agentur der Deutschen Reichspost. Da diese aber keinen Telegrafen besaß, musste Kleinzschocher im Notfall durch Plagwitz oder Großzschocher informiert werden. Die Körner-Apotheke wurde 1886 von Paul Wild eröffnet und ist noch heute in Betrieb. Obwohl die Apotheke mehrmals umgebaut wurde, ist ein Teil der originalen Jugendstil-Einrichtung der Offizin erhalten geblieben. 1888 wurde von Rudolph Sack an den Kleinzschochernschen Feldern eine landwirtschaftliche Versuchsstation eröffnet, dort befand sich nach 1945 das Volksgut Kleinzschocher. Heute gehört das Gelände zum Neubaugebiet Grünau.
Zum 1. Januar 1891 wurde der Ort nach Leipzig eingemeindet, fünf Jahre später erhielt der Stadtteil Anschluss an das Straßenbahnnetz der LVB. Im Jahr 1892 fand das erste Turn- und Sportfest des Leipziger Arbeitersports statt. Außerdem wurde im gleichen Jahr der Friedhof Kleinzschocher eröffnet. Pfarrer Gottfried Christian Lohse (1854–1906) leitete die erste Beerdigung. Richard Lucht erbaute die Kapelle im Stile der Neoromanik. Bedingt durch die herrschende Wohnungsnot begann nach der Eingemeindung die Erschließung von Bauland und intensiver Wohnungsbau (insbesondere Meyer’sche Häuser ab 1908). Von 1902 bis 1904 wurde die neoromanische Taborkirche nach Plänen von Arwed Roßbach erbaut. Sie ist die einzige zweitürmige Kirche im Leipziger Stadtgebiet. 1905 wurde die in unmittelbarer Nachbarschaft der Taborkirche gelegene alte Dorfkirche abgerissen.
Am 1. Januar 1909 wurde auch der 140 ha große Rittergutsbezirk Kleinzschocher nach Leipzig eingemeindet. Von 1910 bis 1913 wurde für den Industriellen Rudolph Sack ein Landschaftspark gestaltet (Robert-Koch-Park). Nach dem Ersten Weltkrieg erwarb die Stadt das Rittergut und veräußerte die dazugehörigen Felder. Auf ihnen entstanden in der Folge zahlreiche Wohnbauten. 1928 wurde das im Art-déco-Stil erbaute Lichtspieltheater Schauburg eröffnet.
Zu Beginn des Zweiten Weltkriegs wurde in Kleinzschocher ein Kriegs- und Zwangsarbeiterlager errichtet, das später als Flüchtlingslager genutzt wurde. Dem Bombenhagel der Luftangriffe fiel neben der 49. Volksschule auch das Schloss zum Opfer.
Im September 1994 wurde beschlossen, Kleinzschocher zum Sanierungsgebiet zu machen. Es war im Rahmen des Förderprogrammes URBAN II ein Bereich der Stadtentwicklung im Leipziger Westen. Besonders zu erwähnen sind die Aufwertung und Neugestaltung von Wegeverbindungen und öffentlichen Freiflächen im Bereich Kantatenweg und Neugestaltung des südlichen Eingangsbereiches des Volksparks Kleinzschocher. Ebenso wurde eine Altindustriefläche an der Rolf-Axen-Straße zwischenzeitlich begrünt, bevor diese Fläche mit einer neuen Grundschule (Schule am Grünen Gleis) bebaut wurde.

## Bevölkerung
| Jahr | Einwohner |
| ---- | --------- |
| 2000 | 07.745    |
| 2005 | 08.054    |
| 2010 | 08.572    |
| 2015 | 09.446    |
| 2020 | 10.281    |
| 2024 | 11.031    |

Stand: 31.12. des jeweiligen Jahres

## Politik
Bei den Wahlen zum Sächsischen Landtag gehört Kleinzschocher zum Wahlkreis Leipzig 5, bei Bundestagswahlen zum Bundestagswahlkreis Leipzig II (Wahlkreis 152).
Die Bundestagswahl 2025 führte bei einer Wahlbeteiligung von 81,5 % zu folgendem Zweitstimmenergebnis:
| Partei    | Kleinzschocher | Stadt Leipzig |
| --------- | -------------- | ------------- |
| Die Linke | 28,8 %         | 22,5 %        |
| AfD       | 21,7 %         | 21,9 %        |
| CDU       | 11,1 %         | 16,6 %        |
| Grüne     | 15,2 %         | 13,6 %        |
| SPD       | 09,4 %         | 10,7 %        |
| BSW       | 06,8 %         | 07,4 %        |
| FDP       | 01,9 %         | 03,2 %        |
| Sonstige  | 05,4 %         | 04,3 %        |

## Sehenswürdigkeiten
- Taborkirche
- Villa Tauchnitz
- Leonhardsche Villa, auch Monte-Carlo-Haus genannt[7]
- Schösserhaus
- Liebesdenkmal
- Volkspark Kleinzschocher
- Gießerplatz
- Ortsrundgang: Am Adler, einer wichtigen Straßenkreuzung, die ihren Namen einem goldenen Adler an einer ehemaligen Gaststätte verdankt, informiert eine Tafel über einen möglichen Rundgang durch den Stadtteil. In einem Flyer (s. Commons) sind ebenfalls die einzelnen Rundgangsstationen aufgeführt.

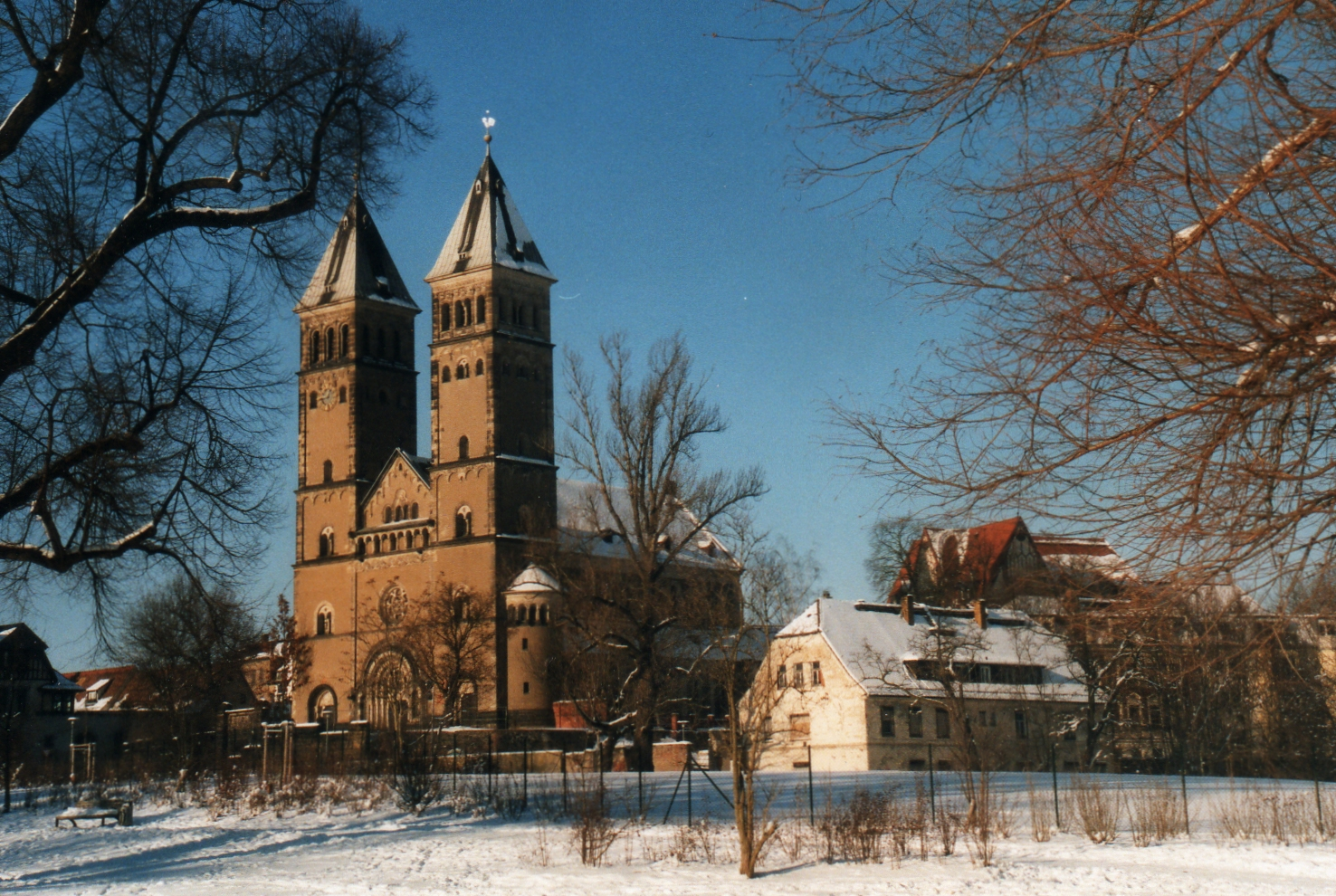
Taborkirche
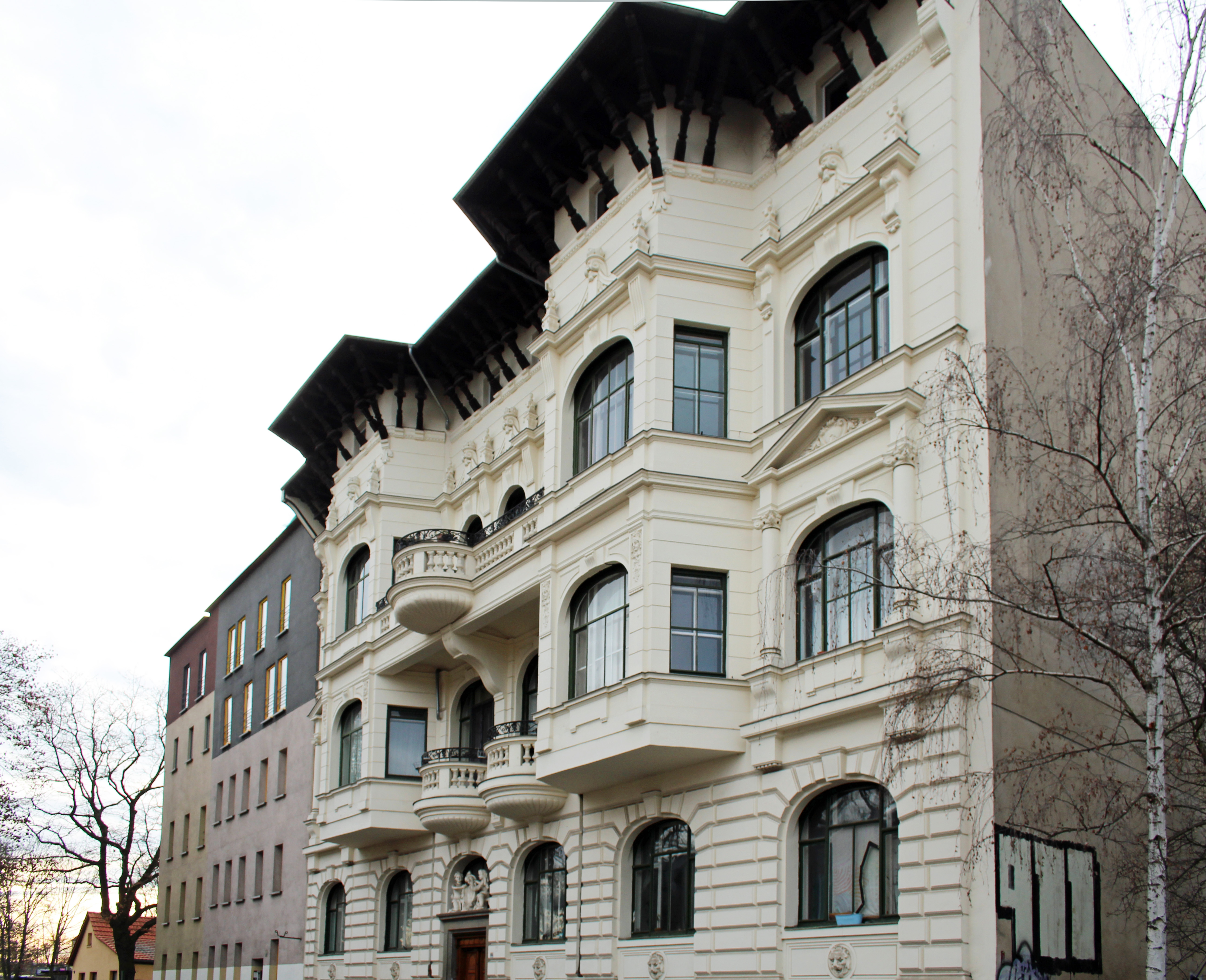
Leonhardsche Villa
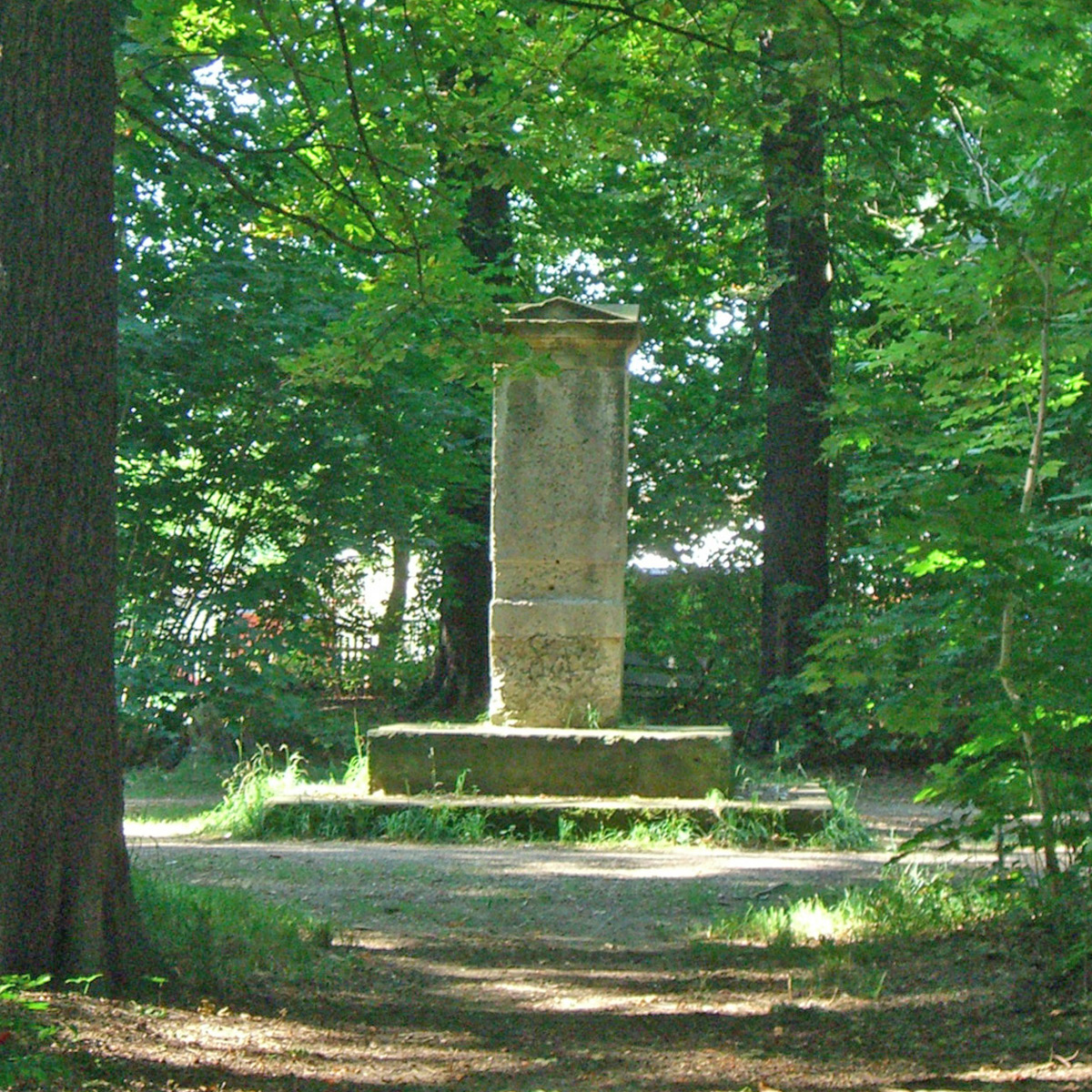
Liebesdenkmal im Hahnholz
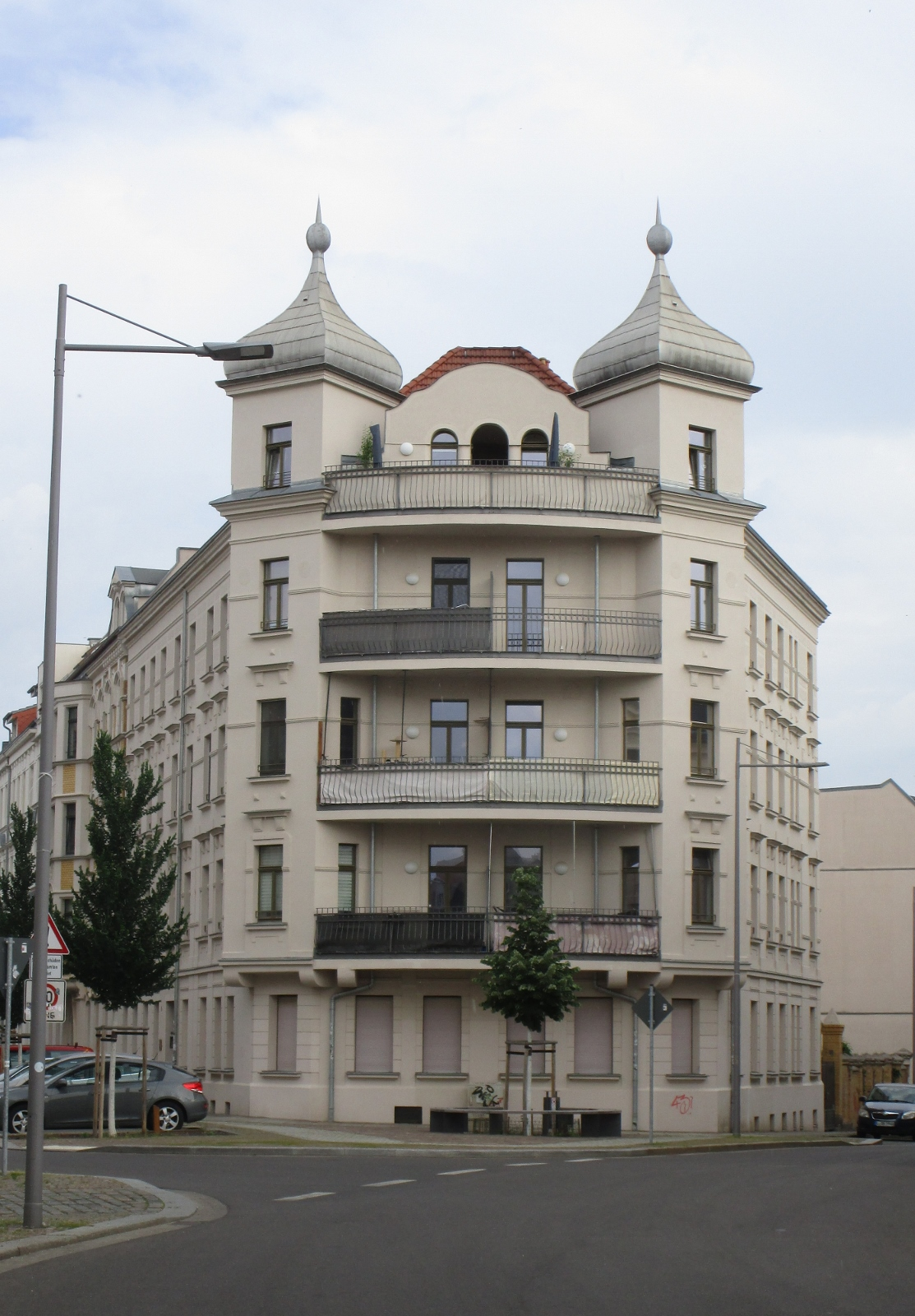
Wohnhaus Rolf-Axen-Straße
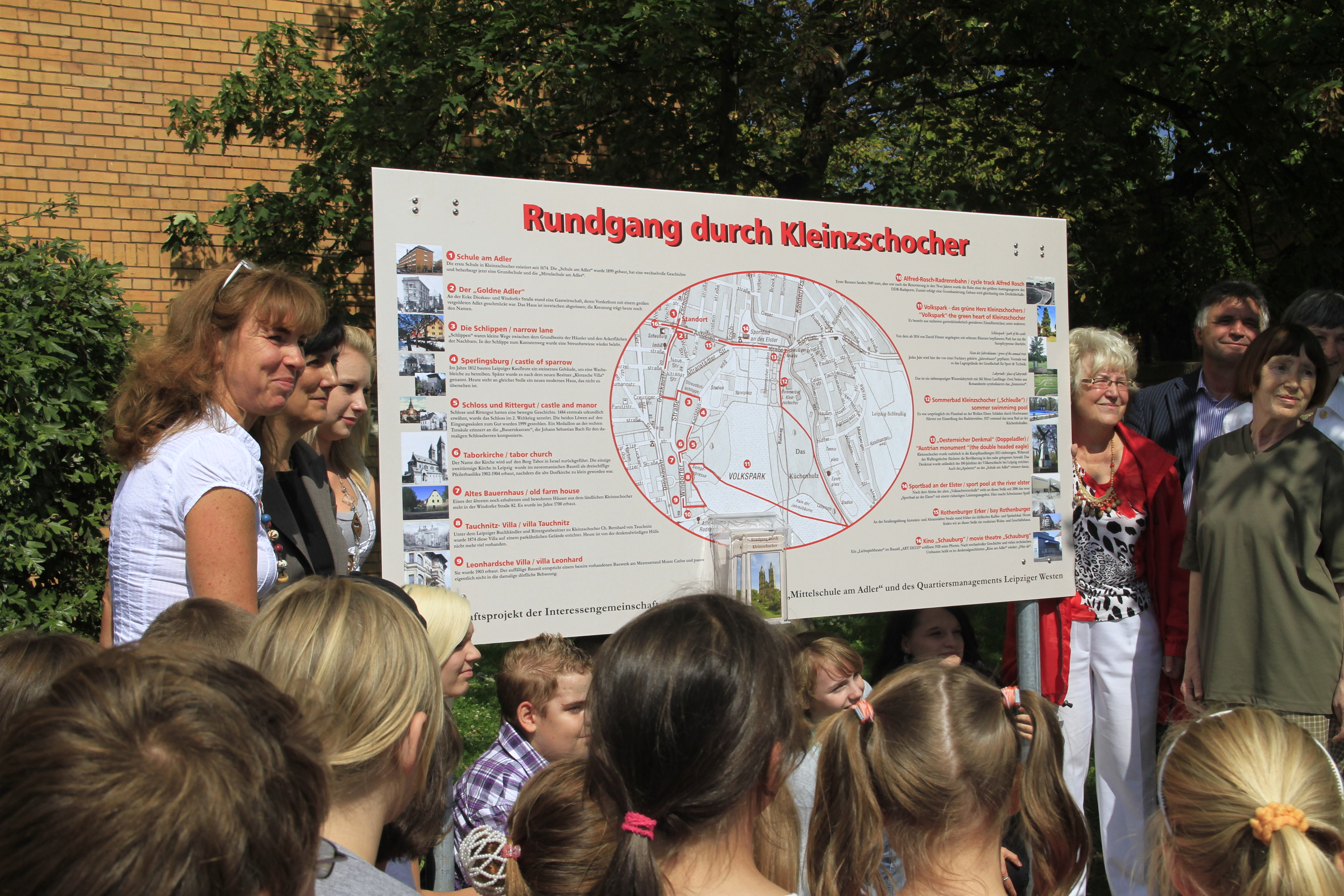
Rundgangstafel Kleinzschocher

Für den im KZ Theresienstadt umgekommenen jüdischen Arzt Berthold Seckelsohn wurde 2010 vor seiner ehemaligen Praxis in der Dieskaustraße 10 ein Stolperstein gesetzt. Im Folgejahr wurde im Kolumbarium Theresienstadt eine Tafel angebracht.

## Infrastruktur

### Verkehr
Die Linie 3 der Straßenbahn, die auf der Dieskaustraße verkehrt, verbindet den Stadtteil mit dem Zentrum, außerdem tangieren die Linien 1 und 2 den Stadtteil im Westen und Norden. Des Weiteren besteht Anschluss an die wichtige Leipziger Buslinie 60.
Der Bahnhaltepunkt Leipzig-Kleinzschocher lag an der derzeit nicht im Personenverkehr bedienten Bahnstrecke Leipzig-Plagwitz–Markkleeberg-Gaschwitz.

### Bildung

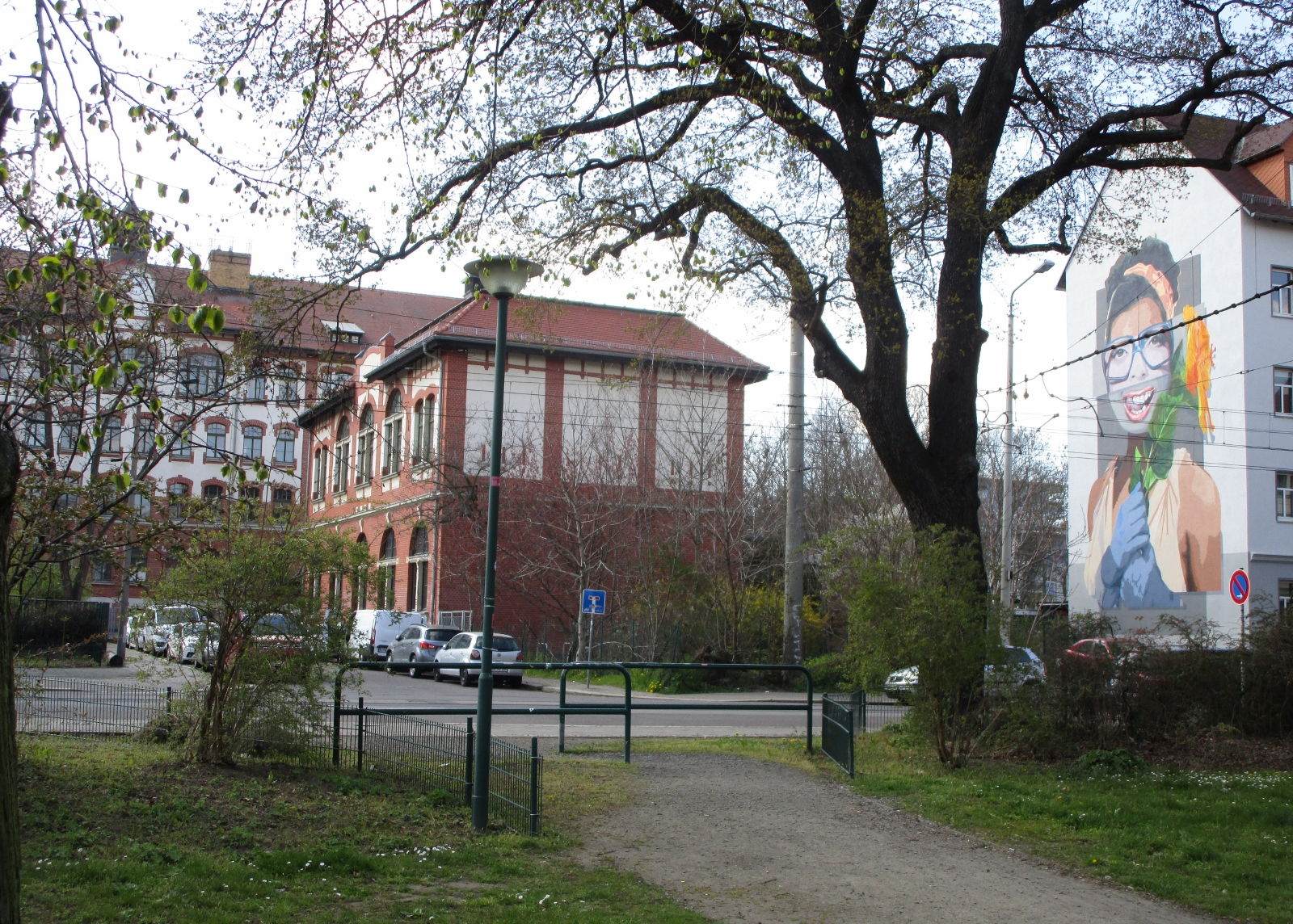
Johannes-Kepler-Gymnasium
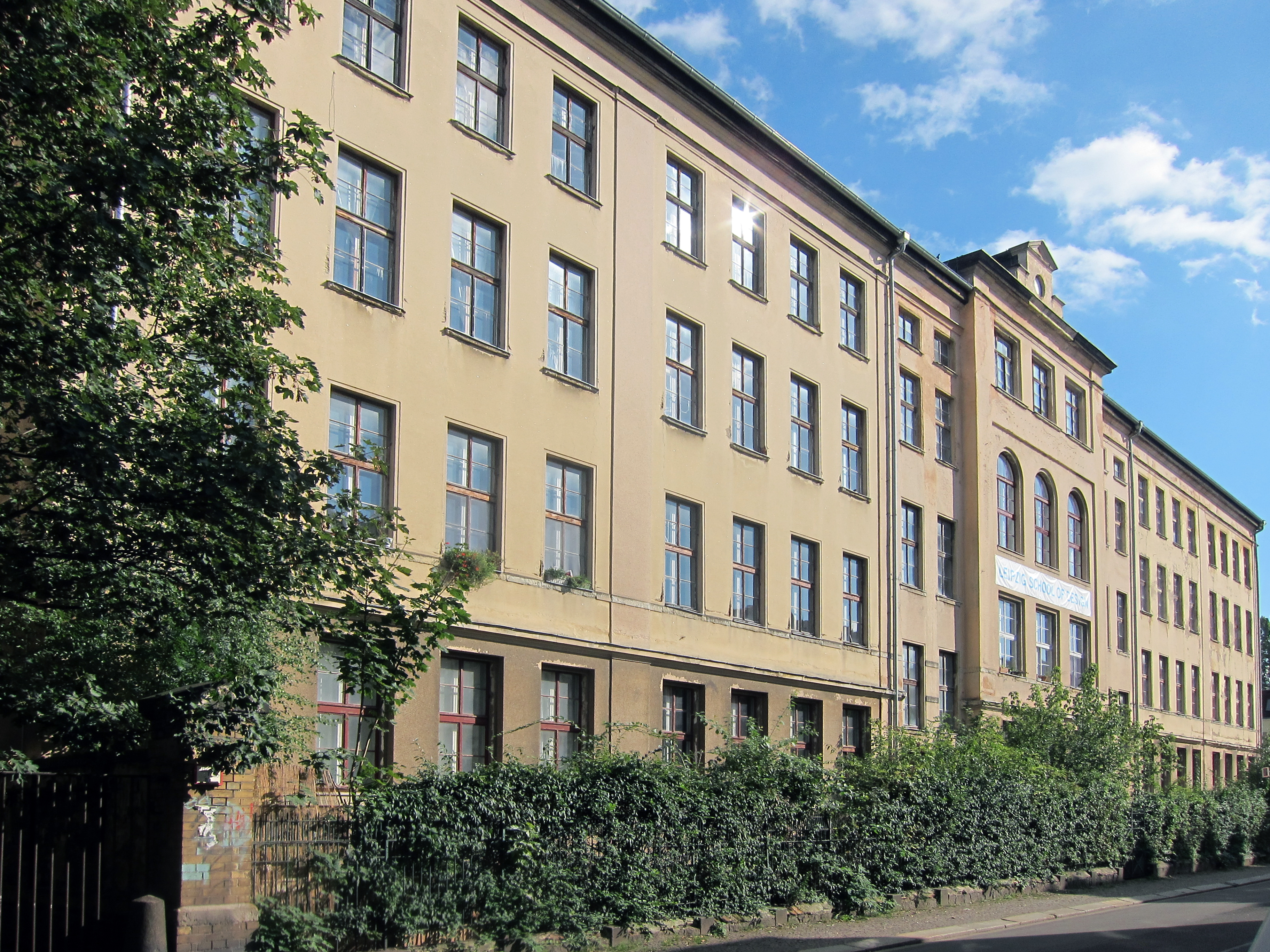
Alte Handelsschule, ehemals KBS I & II
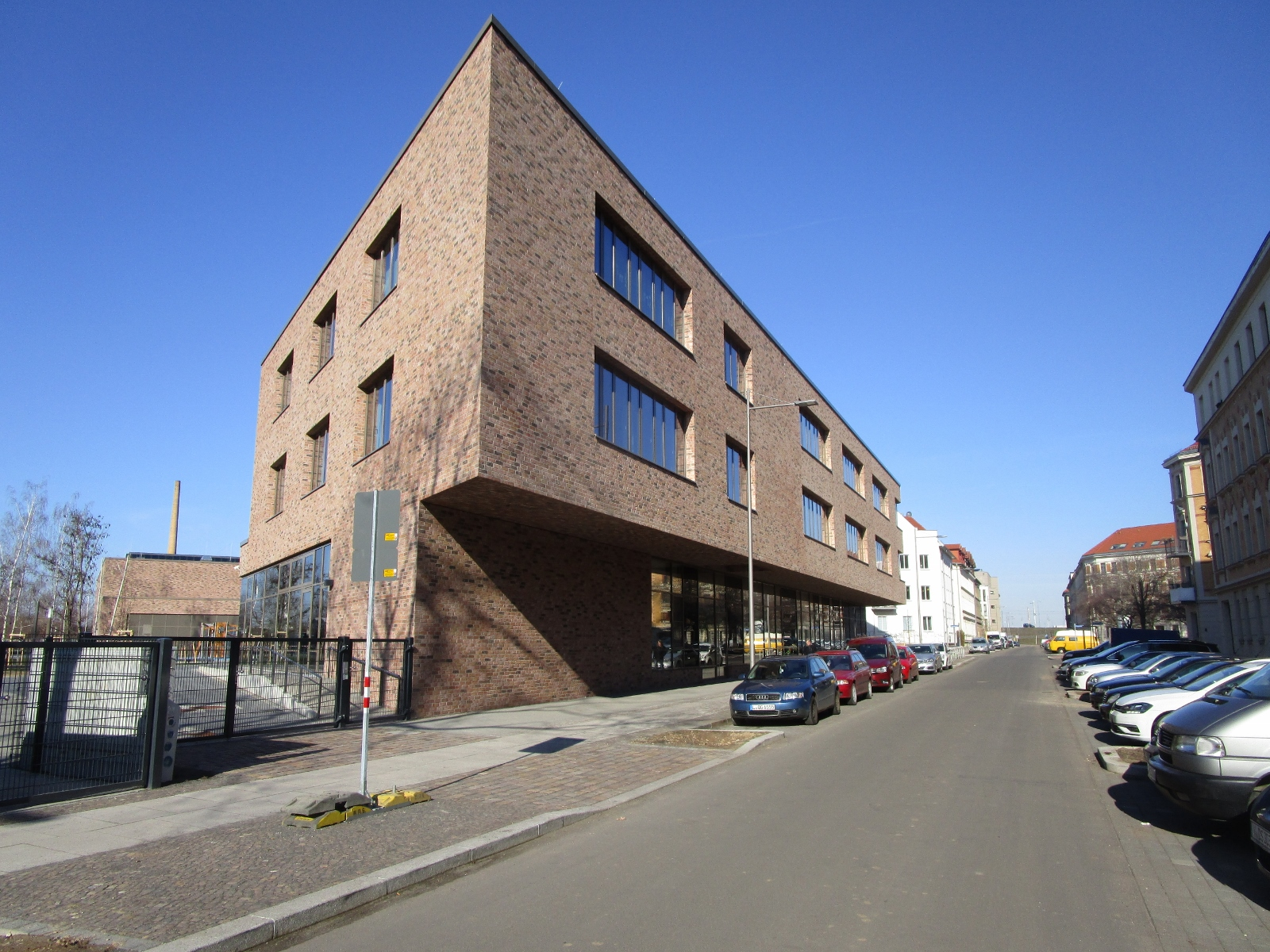
Neue Grundschule an der Rolf-Axen-Straße

In Kleinzschocher befindet sich die Johannes-Kepler-Schule (Gymnasium der Stadt Leipzig), die Fritz-Gietzelt-Schule (Förderschule), die Schule-am-Adler (Oberschule) und die private LSOD Leipzig School of Design (Vorstudium) in der Alten Handelsschule. Die ehemalige 55. Schule in der Ratzelstraße wurde bis August 2017 als Oberschule der Stadt Leipzig reaktiviert. Von 2018 bis 2020 wurde für rund 24 Mio. Euro auf einer ehemaligen Industriebrache an der Ecke Rolf-Axen-Straße/Baumannstraße eine neue 4-zügige Grundschule mit Dreifelderhalle und Sportplatz errichtet. Zum Schuljahr 2020/21 zog die Schule am Adler – Grundschule – in den Schulneubau um und erhielt den Namen „Schule am Grünen Gleis“. Der Name verweist darauf, dass sich westlich der Schule früher die umfangreichen Gleisanlagen des Bahnhofes Plagwitz befanden. Dieses rund 14 Hektar große Gelände ist seit 2012 sukzessive zu einem Stadtteilpark umgestaltet worden.

### Sport
- Alfred-Rosch-Kampfbahn (Radrennbahn)
- Sommerbad Kleinzschocher (siehe auch: Liste der Schwimmbäder in Leipzig).
- Sportbad An der Elster, liegt auf Kleinzschocherscher Flur, gehört aber zum Ortsteil Plagwitz

Sportvereine (Auswahl):
- BSG Motor West Leipzig
- FC Blau-Weiß Leipzig

## Persönlichkeiten
- Karl Enders (1892–1938), Widerstandskämpfer gegen den Nationalsozialismus, in Kleinzschocher geboren
- Kurt Kresse (1904–1945), Widerstandskämpfer gegen den Nationalsozialismus, in Kleinzschocher aufgewachsen
- Albert Hennig (1907–1998), Künstler der Bauhaus-Tradition, in Kleinzschocher aufgewachsen
- Walter Kresse (1910–2001), Oberbürgermeister von Leipzig 1959–1970, in Kleinzschocher aufgewachsen
- Manfred Uhlig (1927–2019), Kabarettist, in Kleinzschocher geboren